# Mathilde Willink
Mathilda Maria Theodora de Doelder (Terneuzen, 7 juli 1938 – Amsterdam, 25 oktober 1977), beter bekend als Mathilde Willink, was een Amsterdamse society-figuur en mode-icoon uit de jaren zeventig. Ze werd bekend als de muze van schilder Carel Willink, met wie ze tussen 1969 en 1977 getrouwd was, en als ambassadrice van de modeontwerpster Fong Leng.

## Biografie

### Jonge jaren
Mathilde de Doelder werd geboren te Terneuzen als oudste kind van de zeeman Pierre Jean Baptiste de Doelder en Elisabeth Adriana Cové. Ze volgde het gymnasium en kreeg een verhouding met haar geschiedenisleraar Camiel Lekkerkerker. Op haar 19e vertrok ze naar Amsterdam om kunstgeschiedenis en klassieke talen te studeren aan de universiteit. Het leven liep echter anders. Ze werd tijdelijk administratief medewerkster bij boekhandel Allert de Lange op het Damrak en kreeg een verhouding met de veel oudere psychotherapeut Juliaan Marius Bierens de Haan (1912-1996), de latere echtgenoot van de bekende fonosofe Elisabeth Bierens de Haan-Keuls (1936). Ze huurde in die periode een kamer aan het Leidseplein, boven de winkel van Tesselschade-Arbeid Adelt.

### Huwelijk met Carel Willink
In 1962 stelde Bierens De Haan haar voor aan de schilder Carel Willink. Mathilde was op dat moment 24 jaar oud en Willink 62 jaar oud. Carel Willink had op dat moment al twee huwelijken achter zich, waarvan het tweede 35 jaar duurde. Toen Willink Mathilde ontmoette was hij net weduwnaar. Maart 1963 trok ze bij hem in. Willink noemde haar een 'superpoes, een mooi ding om in huis te hebben'.
In 1963 schilderde Willink haar voor het eerst (Portret van Mathilde de Doelder). Op het schilderij draagt ze een uit parels opgebouwd hesje van Dick Holthaus.
Omdat ze er niet tegen kon de hele dag thuis te zitten, werd De Doelder via bemiddeling door Willink stewardess bij de KLM. Ze reisde de hele wereld over en bezocht Australië, Alaska, Afrika, Japan en de Verenigde Staten. In 1968 overleed haar vader. Ze kon niet bij de begrafenis zijn doordat ze in verband met haar werk aan de andere kant van de wereld verbleef. Niet lang na het overlijden van haar vader diende Mathilde haar ontslag in bij de KLM. Haar vijfjaarcontract hield toen ook op. Ze werkte tot november 1968, waarna eervol ontslag volgde. In 1969 trouwde ze met Willink.

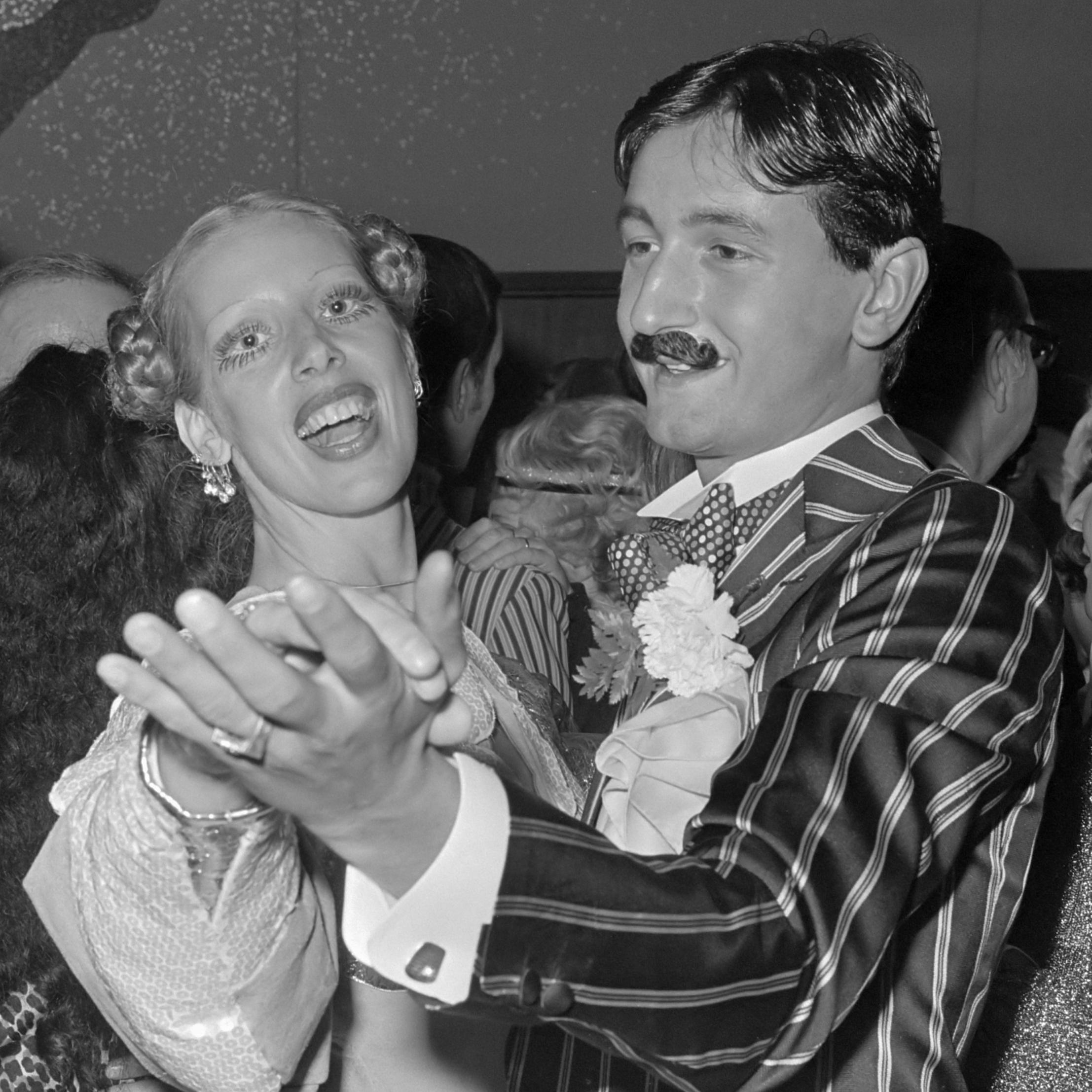
Willink met een vriend (1975)

In 1971 kwam De Doelder in contact met modeontwerpster Fong Leng, van wie ze in vijf jaar tijd 37 jurken van tussen de tien- en dertigduizend gulden kocht. ‘In een creatie van Fong-Leng kan ik eindelijk van mijzelf de vrouw maken die ik werkelijk wil zijn.’ stelde ze. In haar Fong-Leng-creaties groeit Mathilde uit tot modekoningin van de stad. De Doelder stond door haar extravagante levensstijl in het middelpunt van de belangstelling en Willink profiteerde daarvan. Willink kreeg nu belangstelling uit een andere hoek.

### Echtscheiding
In 1974 begon Willink een affaire met topmannequin Andrée Rupp; De Doelder bekogelde haar auto met eieren. In april 1975 onthulde Willink zijn laatste portret van De Doelder. Hij gaf het later de titel Afscheid van Mathilde. In augustus 1975 kreeg Willink een relatie met de schilderes Sylvia Quiël, met wie hij in juli 1977 zou trouwen. De Doelder vernielde daarop in augustus 1975 met een broodmes de schilderijen Portret van Wilma (een portret van Willinks tweede vrouw Wilma Jeuken uit 1952, waaraan hij zeer gehecht was) en het Portret van Mathilde uit 1963. Ze werden later beide gerestaureerd door de Amsterdamse restaurator Willem Kas Sr. Willink signeerde Portret van Wilma, maar weigerde Portret van Mathilde te signeren, omdat het te veel beschadigd zou zijn.
De Doelder eiste een voorschot op de financiële regeling van hun echtscheiding en vertrok hiermee naar New York, waar ze introk in het hotel waar ook Salvador Dalí verbleef, hopend zijn vriendin te worden. Toen dat mislukte, keerde ze terug naar Amsterdam. Ze kondigde een huwelijk aan met de kunstenaar Adrian Stahlecker en kwam onder andere in het nieuws doordat ze ging parachutespringen en met dolfijnen zwom in het Dolfirama van Zandvoort.
Op 19 mei 1977 was De Doelder landelijk op televisie te zien, in het programma TV Privé van Henk van der Meijden. Ze liet doorschemeren dat ze zelfmoord zou plegen als de echtscheiding niet naar genoegen zou worden geregeld. Toen Mathilde aan het eind van het interview een bos rozen van Van der Meijden kreeg, was ze ontsteld; er was van tevoren afgesproken dat er rozen op haar zouden neerdalen aan het eind van het interview. Dit gebeurde echter niet en Mathilde gooide boos de rozen in de gracht.
Op 2 juni 1977 werd de scheiding uitgesproken. De Doelder kreeg 135.000 gulden toegewezen. 

### Galerie Mathilde
In juli 1977 trad zij in ondertrouw met de Amsterdamse kunsthandelaar George Mulder. In september van dat jaar opende Mulder een galerie op de Keizersgracht onder de naam 'Galerie Mathilde', vernoemd naar De Doelder. De openingstentoonstelling was gewijd aan de kunstenaar Victor Vasarely.
Een week voor haar dood was ze een uur lang op de radio te gast bij Karel Prior, waarin ze uitgebreid en chronologisch haar leven besprak. In dat programma sprak ze ook over 'drastisch ingrijpen', waarmee ze – na doorvragen van Prior – zelfmoord bedoelde. De avond voor haar dood had ze nog een interview met de toen 18-jarige René Mioch voor de omroep van het Sint Lucas Andreas Ziekenhuis te Amsterdam.

## Overlijden

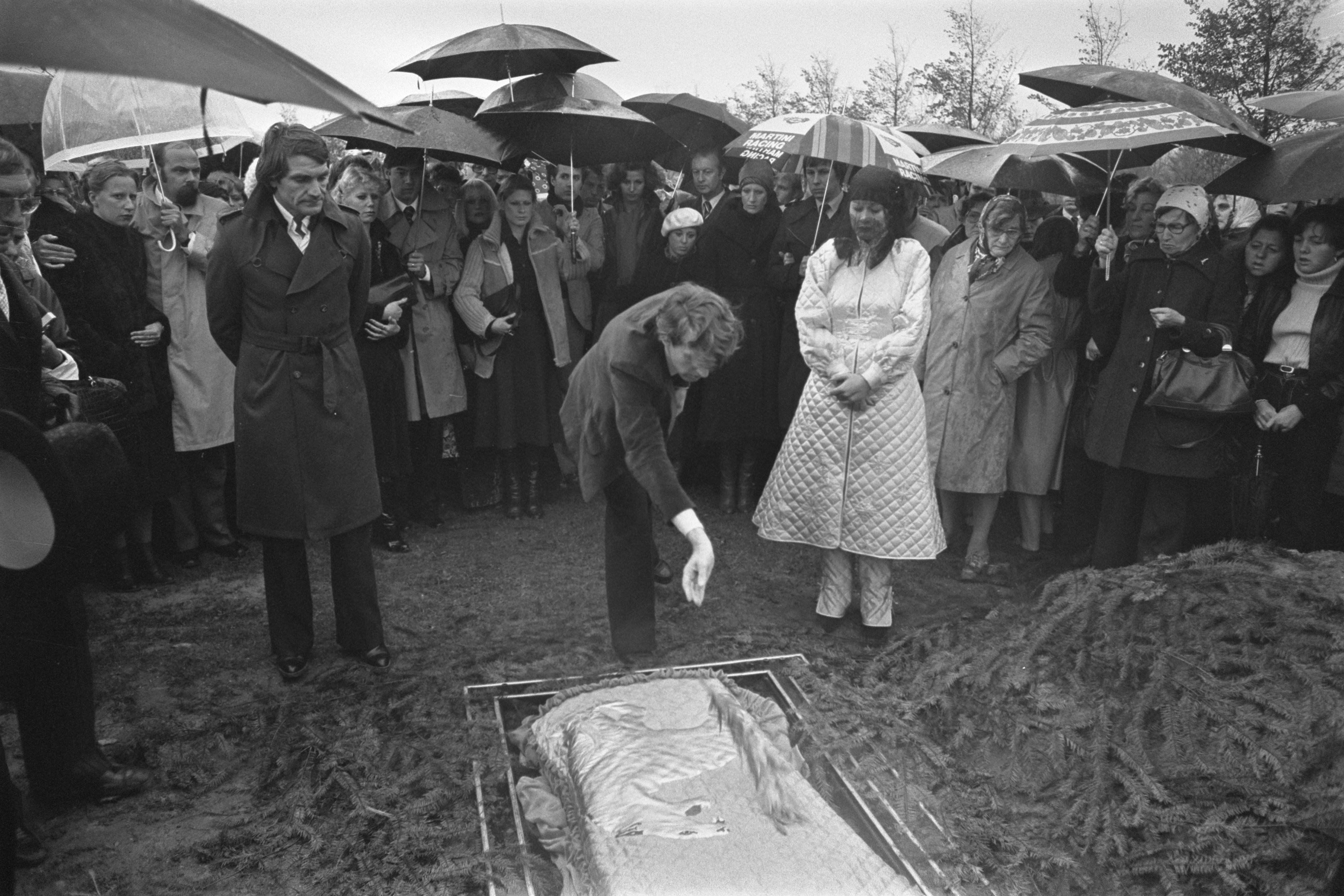
Begrafenis -rechts Fong Leng (1977)

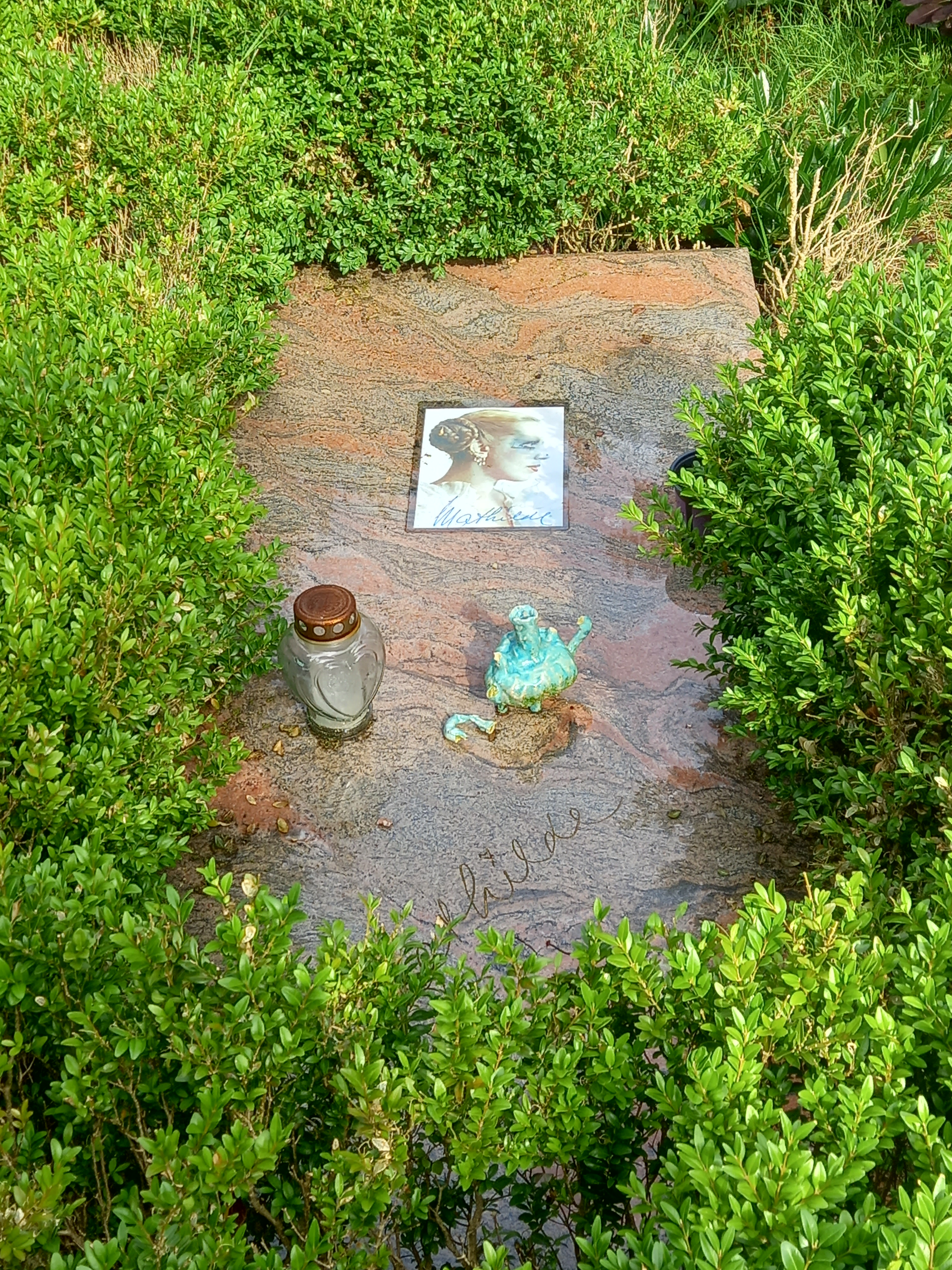
Het graf van Mathilde Willink op Westgaarde

In de laatste periode van haar leven had ze een relatie met Gerard Vittali, een Amsterdamse autohandelaar en handelaar in cocaïne, met als bijnaam Don Vita. Op 25 oktober 1977 trof hij haar tegen kwart voor zes 's avonds dood aan in haar woning. Ze lag op haar hemelbed, naakt onder enkele bontmantels, onopgemaakt, en was door haar rechterslaap geschoten. In haar rechterhand hield ze een pistool.
Henk van der Meijden was als een van de eersten ter plaatse en zou acht zakjes met een wit poeder uit haar woning hebben meegenomen. Van der Meijden beweerde drie jaar later dat hij dit in opdracht van Vittali had gedaan. Het zou niet zijn gegaan om cocaïne, maar om 'poeder waarmee cocaïne werd versneden'.
Bij technisch onderzoek bleek een tweede kogel uit het pistool in de vloer te zitten. Het wapen was eerder gebruikt; het circuleerde in Amsterdamse gangsterkringen. De Doelder was aan het wapen gekomen via een gezamenlijke kennis van haar en Vittali, de welbekende Paul Wilking, bijnaam Pistolen Paultje. 
Het is nooit duidelijk geworden of De Doelder is vermoord of zelfmoord heeft gepleegd. De Amsterdamse recherche hield het op zelfmoord. Door de formulering in het sectierapport werd lang gedacht dat zij in haar linkerslaap geschoten zou zijn, terwijl zij zelf rechtshandig was. Bovendien vond patholoog-anatoom Jan Zeldenrust bij het post-mortemonderzoek twee gebroken ribben en schrammen en krassen in haar hals, wat zou duiden op een voorafgaande worsteling. Een dader is echter nooit gevonden.
Volgens Tomas Ross, die in 2003 het politiedossier mocht inzien, maakten twee politieagenten melding van een Chinees kabinetje, waarvan een laatje geforceerd was. In het kabinetje zou De Doelder haar 'geheimpjes' hebben bewaard. Geen van de rechercherapporten zou melding maken van het geforceerde laatje.
Mathilde de Doelder werd 39 jaar oud. Ze werd begraven op de Amsterdamse begraafplaats Westgaarde.

## Postuum
Op 10 november 1977 kwam Joop van Loons boek Mathilde, of de bekentenissen van een Zeeuws meisje uit. De pocket, gebaseerd op de publicaties die een paar maanden voor haar dood al in Weekend hadden gestaan, beschrijft hoofdzakelijk de reis naar Zeeland die de roddeljournalist met haar maakte. Het bleek een waardevol document en zou in de jaren die volgden veelvuldig gebruikt worden als basisbron voor vele artikelen over Mathilde.
Op 19 maart 1979 werden de Fong Leng-creaties van De Doelder geveild in het veilinghuis Sotheby's-Mak van Waay in Amsterdam. De creaties werden aangekocht door zowel musea als particulieren. Inmiddels bevinden zo goed als alle creaties die De Doelder bezat zich in musea, waaronder het Nederlands Kostuummuseum, het Amsterdam Museum, het Centraal Museum en het Kunstmuseum Den Haag.
In 1983 verscheen Willinks waarheid, een boek met memoires van Carel Willink en een dagboekje van Sylvia Willink-Quiël, met een voorwoord van Simon Carmiggelt. Het was een postume aanval op De Doelder. Carel Willink stierf korte tijd later.
Willinks schilderijen van De Doelder hingen tot 2009 op een permanente Willink-tentoonstelling in het Scheringa Museum voor Realisme in het Noord-Hollandse Spanbroek. Na het failliet van de DSB Bank eiste schuldeiser ABN-AMRO de doeken op om deze in een eigen depot op te slaan. Na het faillissement kocht Hans Melchers een groot deel van de Scheringa-collectie op en bracht die in 2015 onder bij het Gelderse Museum MORE in Gorssel. In juni 2015 opende dit museum voor modern realisme zijn deuren. Afscheid van Mathilde is permanent te zien in Museum More Kasteel Ruurlo.
Op 14 juli 1995 zond de TROS het programma Deadline uit, waarin programmamaker Jaap Jongbloed de dood van Mathilde probeerde op te helderen. Jongbloed interviewde diverse betrokkenen en probeerde ook een interview te krijgen met Gerard Vittali. Deze liet weten de waarheid rond Mathildes dood te willen vertellen tegen een betaling van 10.000 gulden. Jongbloed besloot uiteindelijk niet op dit aanbod in te gaan.
In 2002 verscheen onder redactie van misdaadverslaggever Peter R. de Vries het boek Uit de dossiers van commissaris Toorenaar, waarin de zaak-Mathilde Willink tegen het licht wordt gehouden op basis van de aantekeningen en dossiers die de Amsterdamse politiecommissaris Gerard Toorenaar had afgestaan aan De Vries.
Eveneens in 2002 verscheen de documentaire Mathilde Willink Superpoes van Jasmina Fekovic en Eddie van der Velden. De documentaire bestaat uit archiefbeelden en interviews met onder anderen Imca Marina, Fong Leng en Anton Heyboer.
In 2003 verscheen het boek Mathilde, geschreven door Tomas Ross. Het is een thriller gebaseerd op het leven van Mathilde Willink. Het boek werd uitgereikt aan de zus van Mathilde, Cerila de Doelder.
Op 10 maart 2010 ging in Terneuzen het toneelstuk Mathilde in première, in aanwezigheid van de zussen van Mathilde Willink en Fong Leng. In het toneelstuk speelde Louis van Beek de rol van Mathilde, die haar levensverhaal vertelt.
Ook in 2010 verscheen het boek Andermans Ogen. Schrijfster Marjolein Houweling zocht de dader in homoseksueel-artistieke kringen rond Mathilde Willink. Aan de hand van een persarchief reconstrueerde zij de gang van zaken.
In 2016 verscheen de biografie Mathilde. Muze, Mythe, Mysterie, geschreven door Lisette de Zoete. Het is dé biografie over Mathilde en uitgebracht in de vorm van een kunstboek, 400 pagina's dik en vol beeld, uitgegeven door uitgeverij Lecturis. In dit boek verschuift de focus van haar veel besproken mysterieuze dood en de heftige laatste twee jaren na haar scheiding met Willink naar haar intrigerende leven. Behalve Mathildes biografie bevat het boek de zoektocht van Lisette de Zoete naar het leven van Mathilde en interviews met onder anderen Fong Leng, Marte Röling, Joop van Loon, Imca Marina, Lotti en Maria Heyboer, Ger Lammens, Adrian Stahlecker en Mathildes zussen. Lieneke Koornstra - de Doelder, een verre achternicht van Mathilde, verzorgde de (eind)redactie. Het boek bevat niet eerder gepubliceerd beeldmateriaal. Brieven en poëzie van Mathilde zelf verrijken deze bijzondere uitgave over een markante persoonlijkheid.
Op 7 juli 2018, 80 jaar na haar geboortedag, werd in Terneuzen een Mathildedag georganiseerd.
In 2019 vond in Ruurlo de expositie Mathilde - van muze tot mythe plaats.
De Amerikaanse popster Lady Gaga zegt dat Mathilde haar inspireert. De kleding van Mathilde inspireert de populaire hedendaagse modeontwerpers Viktor & Rolf.
In 2021 maakten Lammert de Bruin en Babs Assink namens AVROTROS een podcastserie over de dood van Mathilde Willink, Mathilde's Mysterie. Hierin prikten ze een aantal mythen rond het overlijden door. Zo bleek de zelf rechtshandige Mathilde weliswaar een bloedspoor uit het linkeroor te hebben maar een schotwond in haar rechterslaap en niet, zoals lang gedacht werd, een schotwond in de linkerslaap. Dat laatste had een belangrijke indicatie voor moord kunnen zijn, omdat een rechtshandig persoon zichzelf moeilijk links in het hoofd kan verwonden.

## Trivia
- Ramses Shaffy schreef na Mathildes dood het liedje Mathilde, dat in 1978 op het album Dag en nacht verscheen.
- Marjol Flore schreef eveneens een liedje getiteld Mathilde, dat zij ook in het Duits vertolkte.
- In de door HP/De Tijd georganiseerde verkiezing van 'De Ergste Nederlander Aller Tijden' werd Mathilde in 2004 genomineerd in de rubriek 'De Ergste Smaakverpester', samen met Anton Pieck, Willem Duys, Pierre Kartner en Paul de Leeuw. Kartner won en ging door naar de eindronde.

- Biografisch Portaal: 83464005
- Gemeinsame Normdatei: 129492647
- International Standard Name Identifier: 0000 0000 2523 7945
- Library of Congress Control Number: n78073188
- Nederlandse Thesaurus van Auteursnamen: 158741838
- RKD-Nederlands Instituut voor Kunstgeschiedenis: 260277
- Virtual International Authority File: 55228837
- WorldCat: E39PBJcgwpjm3pjRhGg4PMHt8C